# フェリックス・メンデルスゾーン・バルトルディ音楽演劇大学ライプツィヒ
フェリックス・メンデルスゾーン・バルトルディ音楽演劇大学（フェリックス・メンデルスゾーン・バルトルディおんがくえんげきだいがく、英語: University of Music and Theatre Leipzig、公用語表記: ドイツ語: Hochschule für Musik und Theater "Felix Mendelssohn Bartholdy", Leipzig）は、ドイツ連邦ライプツィヒに本部を置くドイツの音楽大学。1849年創立、1849年大学設置。大学の略称はライプツィヒ音楽院。

## 歴史
1843年にフェリックス・メンデルスゾーンによって「ライプツィヒ音楽院」として設立された。ドイツで最初の重要な音楽大学であり、初代院長にはメンデルスゾーンが就任した。1901年に日本より瀧廉太郎が留学している。1992年に演劇学部を開設して拡張し、現在はおよそ900人の学生が在籍している。